# La guerra gaucha (film)
La guerra gaucha è un film argentino diretto da Lucas Demare, con Enrique Muiño, Francisco Petrone, Ángel Magaña e Amelia Bence. La sceneggiatura, scritta da Homero Manzi e Ulyses Petit de Murat, è tratta dall'omonimo libro di Leopoldo Lugones. Il film, proiettato per la prima volta il 20 novembre 1942, è considerato "il film di maggior successo del cinema argentino, e anche uno dei migliori".

## Trama
Il film, di natura epica, si svolge nel 1817 nella provincia di Salta (nel nord-est dell'Argentina). Il suo contesto storico è quello delle azioni condotte dai guerriglieri gaucho, partigiani dell'indipendenza, al comando del generale Martín Miguel de Güemes, contro l'esercito regolare monarchico che obbediva agli ordini della monarchia spagnola.
Per le scene all'aperto fu realizzato un villaggio, nella stessa area in cui si erano svolti gli eventi che hanno ispirato il film. Le scene d'insieme, a cui parteciparono migliaia di comparse, non avevano precedenti nel cinema argentino.
La genesi del film e il suo contenuto sono legati a un momento particolare della storia argentina. Ci fu poi un intenso dibattito nel paese sulla decisione se si dovesse decidere a favore di un campo o mantenere la neutralità nel quadro della seconda guerra mondiale, che era allora in pieno sviluppo.
L'esaltazione, nell'opera, dei valori legati al nazionalismo, valore incarnato nella congiunzione del popolo, dell'esercito e della Chiesa cattolica nella lotta per la difesa della terra, era considerata da alcuni come un'anticipazione dell'ideologia rivoluzionaria del 4 giugno 1943 che portò alla caduta del governo screditato di Ramón Castillo.
Il film venne prodotto da Artistas Argentinos Asociados, una cooperativa di artisti fondata poco prima. Richiese un investimento molto più elevato rispetto a quello di altre produzioni dello stesso periodo, ma il suo successo recuperò il costo iniziale. Il film rimase nelle sale per diciannove settimane.

## Produzione

### Il libro
Leopoldo Lugones è stato un giornalista e ha prodotto una vasta opera letteraria. Per scrivere La guerra gaucha, Lugones si recò nella provincia di Salta per conoscere personalmente i luoghi in cui si svolsero le lotte e per approfondire ascoltando la tradizione orale di quel tempo. Il libro è un racconto epico che si compone di varie storie in cui viene utilizzato un vocabolario molto ampio e carico di metafore. I dialoghi sono brevi e le descrizioni e le opinioni soggettive sono abbondanti. Le caratteristiche del paesaggio e la natura di Salta sono descritte in dettaglio. Le sue caratteristiche sono di grande importanza come elemento del libro.

### Contesto storico in Argentina
Il 20 febbraio 1938, Roberto Marcelino Ortiz divenne presidente dell'Argentina. Proveniente dall'Unione civica radicale anti personalista, aveva espresso la sua intenzione di porre fine alle sistematiche frodi elettorali che erano comparse a seguito del colpo di Stato militare che aveva rovesciato il radicalismo nel 1930. Tuttavia, questa proposta incontrò una forte resistenza nella coalizione politica chiamata La Concordancia, di cui faceva parte. Vittima del diabete, fu costretto a delegare il suo mandato al vicepresidente Ramón Castillo, prima provvisoriamente, poi definitivamente il 27 giugno 1942. Il nuovo presidente non era d'accordo con la politica perseguita da Ortiz. Per questo ripristinò le pratiche di frode, scoraggiando così coloro che avevano sperato nel cambiamento proposto dal suo predecessore.
All'inizio della seconda guerra mondiale il governo argentino dichiarò che il paese sarebbe rimasto neutrale, il 4 settembre 1939. Il paese tenne la posizione che aveva ricoperto durante la prima guerra mondiale. Il Regno Unito sostenne questa decisione in quanto la neutralità dell'Argentina le avrebbe permesso di continuare a poter disporre degli approvvigionamenti alimentari durante la guerra. 

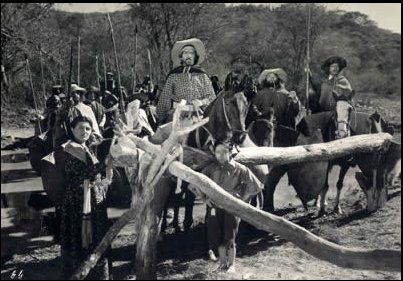
Francisco Petrone in La guerra gaucha

Nel dicembre 1941, gli Stati Uniti entrarono in guerra e nel gennaio 1942 si svolse, a Rio de Janeiro, la terza riunione dei ministri degli esteri delle repubbliche americane. Questo incontro venne guidato dagli Stati Uniti, che aspiravano a ottenere una decisione che costringesse i paesi a interrompere i rapporti con le Potenze dell'Asse. L'Argentina, che negli anni precedenti aveva avuto continui attriti con gli Stati Uniti, si oppose ed ebbe un'influenza decisiva nell'approvare una "raccomandazione" di rottura, anziché un obbligo.
Le questioni di politica estera divennero allora più importanti in Argentina. Ciò ravvivò il conflitto tra il settore politico vicino agli Alleati, i neutralisti e coloro che erano vicini ai paesi dell'Asse. All'interno di quest'ultimo, numericamente minoritario, militanti del nazionalismo e alcuni ufficiali delle forze armate. La questione della posizione del paese durante la guerra spostò altre questioni dal centro dell'arena pubblica.
Dagli anni trenta, come da una tendenza generale in America Latina, le idee nazionaliste furono rafforzate in campi e settori più diversi in Argentina. Nei partiti politici, come l'Unione civica radicale e il Partito socialista, e nel sindacalismo socialista e rivoluzionario, organizzato nella Confederazione generale del lavoro, divennero più forti le correnti favorevoli all'intervento dello Stato per preservare gli interessi nazionali e promuovere l'industrializzazione. Questo cambiamento ideologico venne osservato anche nel settore culturale, con la rivendicazione del tango e dei gaucho e delle radici indigene. La guerra gaucha fu prodotta in questo contesto di nazionalismo in espansione e di dibattito sulla posizione da prendere di fronte alla guerra.

### La gestazione del film
Le riprese de La guerra gaucha erano fin dall'inizio nei piani degli Artistas Argentinos Asociados. Homero Manzi ebbe questa idea da quando aveva scritto la sceneggiatura del film Viento Norte. A forza di insistere, finì col convincere il regista Lucas Demare della fattibilità del progetto. Francisco Petrone fu uno di quelli che lo sostennero di più e, ricordando il successo del film Prisioneros de la tierra, propose che la sceneggiatura fosse scritta da Manzi e Ulyses Petit de Murat. Il copyright della storia venne acquisito dall'autore del libro omonimo, Leopoldo Lugones, che oltre a ricevere 10 000 peso, ricevette due album jazz non disponibili nel paese. 

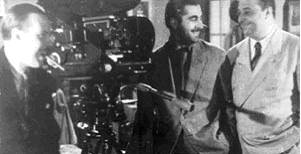
Ulyses Petit de Murat, Lucas Demare e Homero Manzi

Nel frattempo, a Elías Alippi, che doveva interpretare il ruolo del Capitano Del Carril, venne diagnosticato un cancro (morì il 3 maggio 1942). I suoi colleghi sapevano che non sarebbe stato in grado di sopravvivere alle condizioni delle riprese del film ma non volevano sostituirlo mentre era ancora in vita. Trovarono quindi una scusa per posticipare le riprese e iniziarono a filmare El viejo Hucha, nel quale non figurava nel cast.
Le riprese del film El viejo Hucha vennero realizzate con una parte dei soldi destinati al film La guerra gaucha. I soci della Artistas Argentinos Asociados, che vi avevano partecipato, aumentarono quindi il capitale della società, ma lo sforzo finanziario non era sufficiente. Dovettero pertanto chiedere la collaborazione degli Estudios San Miguel e vendere in anticipo i diritti per trasmettere il film in alcune regioni. Fu grazie a questo che il film poté essere realizzato con "un po' meno urgenza ma inesorabilmente".

### Realizzazione
Lucas Demare considerava gennaio e febbraio (in piena estate) i mesi migliori per le riprese a Salta. Tuttavia, quando ebbe i fondi necessari, dovette rimandare le riprese all'inverno perché le inondazioni erano frequenti durante la stagione estiva. Demare iniziò recandosi a Salta per esplorare la zona perché non conosceva quella provincia e voleva avere un'idea di cosa potevano dare le riprese in quella zona. Successivamente venne inviata in loco tutta l'attrezzatura necessaria per le riprese e quasi ottanta persone soggiornarono in una vecchia casa affittata per l'occasione. La casa era composta da un ampio soggiorno e due piccole camere da letto. Ogni persona aveva un lettino e una cassa di birra che fungeva da comodino. Le attrici ed Enrique Muiño, vista la sua età, furono sistemati in un albergo.
Demare aveva portato gli abiti gaucho per gli attori da Buenos Aires, ma una volta lì, si rese conto che non erano adatti al film perché troppo nuovi. Per risolvere il problema, quando trovava un vero gaucho con indosso abiti usati, o addirittura strappati, gli dava i vestiti nuovi in cambio dei propri. Da parte loro, Magaña e Chiola, dovettero indossare le divise nuove. Per sciupare i loro costumi, Demare li invitò a lunghe passeggiate a cavallo per "sdrucire" i costumi. Inoltre, era un modo per adattarsi a stare a cavallo, cosa alla quale non erano abituati. Ciò diede origine a scene in cui gli abitanti della zona a volte vedevano comparire in campagna due ufficiali vestiti con i costumi tradizionali dell'epoca.
Lucas Demare fece diverse piccole apparizioni nel film. In una delle scene, fu necessario filmare l'incendio in un villaggio. L'azone doveva essere girata in una sola ripresa, perché il villaggio poteva prendere fuoco solo una volta. Per filmare questa scena, Demare, i cameramen e il resto della troupe si dovettero travestire da gaucho e soldati. Quindi, se uno di loro entrava nel campo visivo della cinepresa, era come se facesse parte dell'azione per non rovinare la scena. Tuttavia, una folata di vento portò il fuoco su Demare, incendiando la sua parrucca e la sua barba finta.
In un'altra ripresa, Demare interpretò il ruolo di un soldato spagnolo attaccato dai gaucho e ricevette un colpo al petto. Nella stessa scena, anche la truccatrice venne colpita da un sasso.
In un'altra scena in cui si trovavano i personaggi interpretati da Amelia Bence, Petrone e Magaña, quest'ultimo doveva scendere le scale ma temeva per la sua integrità fisica. All'improvviso, Demare si alzò in cima alle scale e si gettò a testa in giù per dimostrare che la scena poteva essere fatta in sicurezza. Questa sequenza rimase nel film.
La scena dei cavalli che scendono da una collina con rami in fiamme doveva essere filmata dalla parte anteriore. Per questo, venne allestita una piccola struttura in cui si trovava il cameraman.